# 主動功率濾波器
主动功率濾波器（Active Power Filters，簡稱APF）也稱為有源功率濾波器，是消除電力系統上谐波的濾波器，有源濾波器可以消除電力系統上的諧波，不過諧波頻率需遠小於濾波器本身的切換頻率。有源濾波器可以消除電力系統上的高次諧波，以及頻率低於電源頻率的次諧波（subharmonic）。
有源濾波器和傳統被動性濾波器的差異是消除濾波的方式不同。有源功率濾波器會偵測到諧波，並且注入相同頻率、大小、但相位相反的信號，以減小諧波的影響，而傳統濾波器是由電阻器（R）、电感元件（L）及电容器（C）等被動元件組合而成，其中沒有主動元件（例如電晶體），有源濾波器可以消除較大頻率範圍的諧波，傳統濾波器則會設計過瀘特定頻率範圍的諧波。